# Walter Bruno
Walter Javier Bruno (Rafael Castillo, La Matanza, provincia de Buenos Aires; 21 de enero de 1986) es un actor, cantante y presentador argentino. Es conocido por el papel de "Walter" en la película de Walt Disney Pictures, High School Musical: El desafío, adaptación argentina de la original estadounidense High School Musical, y por su rol de presentador en el programa Zapping Zone, por Disney Channel Latinoamérica.

## Carrera
Participó en el reality show High School Musical: La Selección, llegando a ser parte de los cuatro finalistas para después ser uno de los protagonistas de la versión local de High School Musical, High School Musical: El Desafío. En ella interpretó a Walter o Wally, el hermano de Delfi (Delfina Peña). Este personaje se correspondería con Ryan de la película original de Disney Channel, High School Musical.
Walter condujo el programa televisivo Zapping Zone de Disney Channel Latinoamérica, junto a Daniel Martins, Valeria Baroni, María Clara Alonso, Roger González, Vanessa Andreu, Miguel González y Paulina Holguín.
También en 2010 condujo el corto ZZ News como Bruno Walter
El 26 de octubre de 2010, salió al aire la serie original de Disney Channel Latinoamérica Highway: Rodando la Aventura, en la que participa interpretando a Walter.
En el año 2011 es parte del musical La Novicia Rebelde. Un año más tarde (2012) tiene una pequeña participación en la serie Sos mi hombre.
En el 2014 protagoniza la obra de teatro El Ángel de la culpa, con Osmar Núñez bajo la dirección de Dora Milea. Obra que le otorga una nominación a los premios ACE.
En el 2015 publica su primer disco solista Ser de Luna.
En el 2015 protagoniza La Mala Fe de Leonel Giacometo con la dirección de Alejandro Ullua en el Cultural San Martín.
2016 forma parte del exitoso musical de culto conocido mundialmente The Rocky Horror Show en el Teatro Maipo como Brad Majors, ese mismo año junto a Caro Ibarra y Agustina vera protagoniza el musical Water Polo, a bailar.